# Brachylofozaur
Brachylofozaur (Brachylophosaurus canadensis) – roślinożerny dinozaur z rzędu dinozaurów ptasiomiednicznych (Ornithischia), należący do rodziny hadrozaurów (Hadrosauridae), spokrewniony z majazaurą.

## Dane podstawowe
Czas występowania: późna kreda, około 80 mln lat temu

Miejsce znalezisk: Ameryka Północna, w Kanadzie (Alberta), USA (Montana)

Długość: Około 10 metrów

Znaczenie nazwy: "Krótkogrzebieniasty jaszczur"

Waga: Około 1 tony

## Opis
Miał kaczy, bezzębny dziób. Na szczycie głowy posiadał płaski, niski guz z litej kości.